# (26148) 1994 PN37
A (26148) 1994 PN37 a Naprendszer kisbolygóövében található aszteroida. Eric Walter Elst fedezte fel 1994. augusztus 10-én.